# Зеленник
Зеле́нник — посёлок в России, находится в Верхнетоемском районе Архангельской области. Административный центр  — Сефтренского сельского поселения, куда помимо его входят несколько близлежащих посёлков.

## География
Находится на правом берегу реки Северная Двина, 416 км от Архангельска.

## История
Посёлок был основан в 50-х годах XX века. (история начинается с 53-го года. Недалеко есть ручей Зелёный. От него и название)

## Население
| 2002 | 2010 | 2012 |
| ---- | ---- | ---- |
| 968  | ↘706 | ↗894 |

Численность населения посёлка на станции, по данным Всероссийской переписи населения 2010 года, составляла 706 человек. В 2009 году числилось 872 человека, из них 302 — пенсионеры. В последние годы в посёлке наблюдается сложная демографическая ситуация, связанная со снижением рождаемости и оттоком населения в близлежащие города (Архангельск, Котлас и др.)

## Экономика

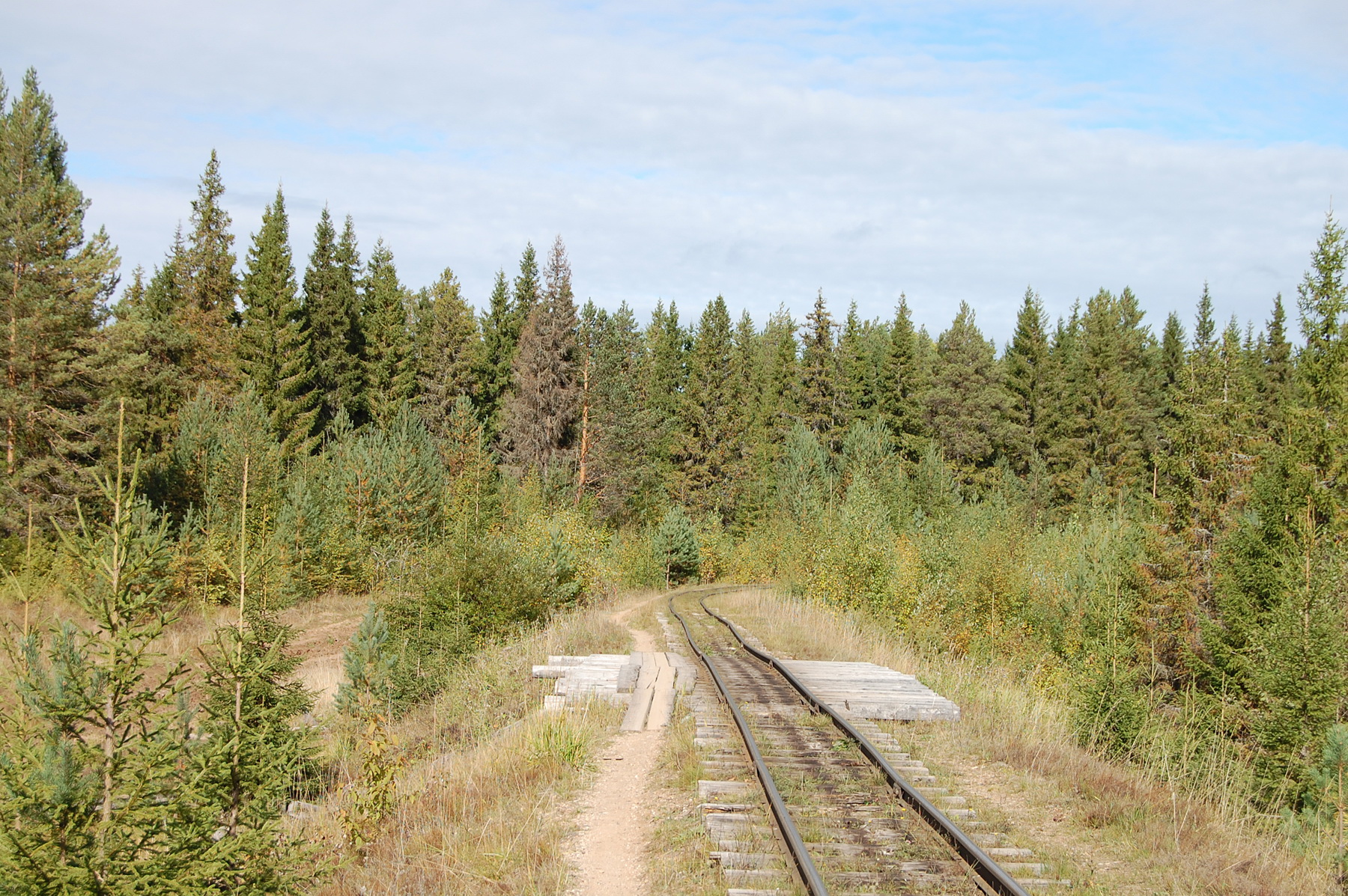
Зеленниковская узкоколейка

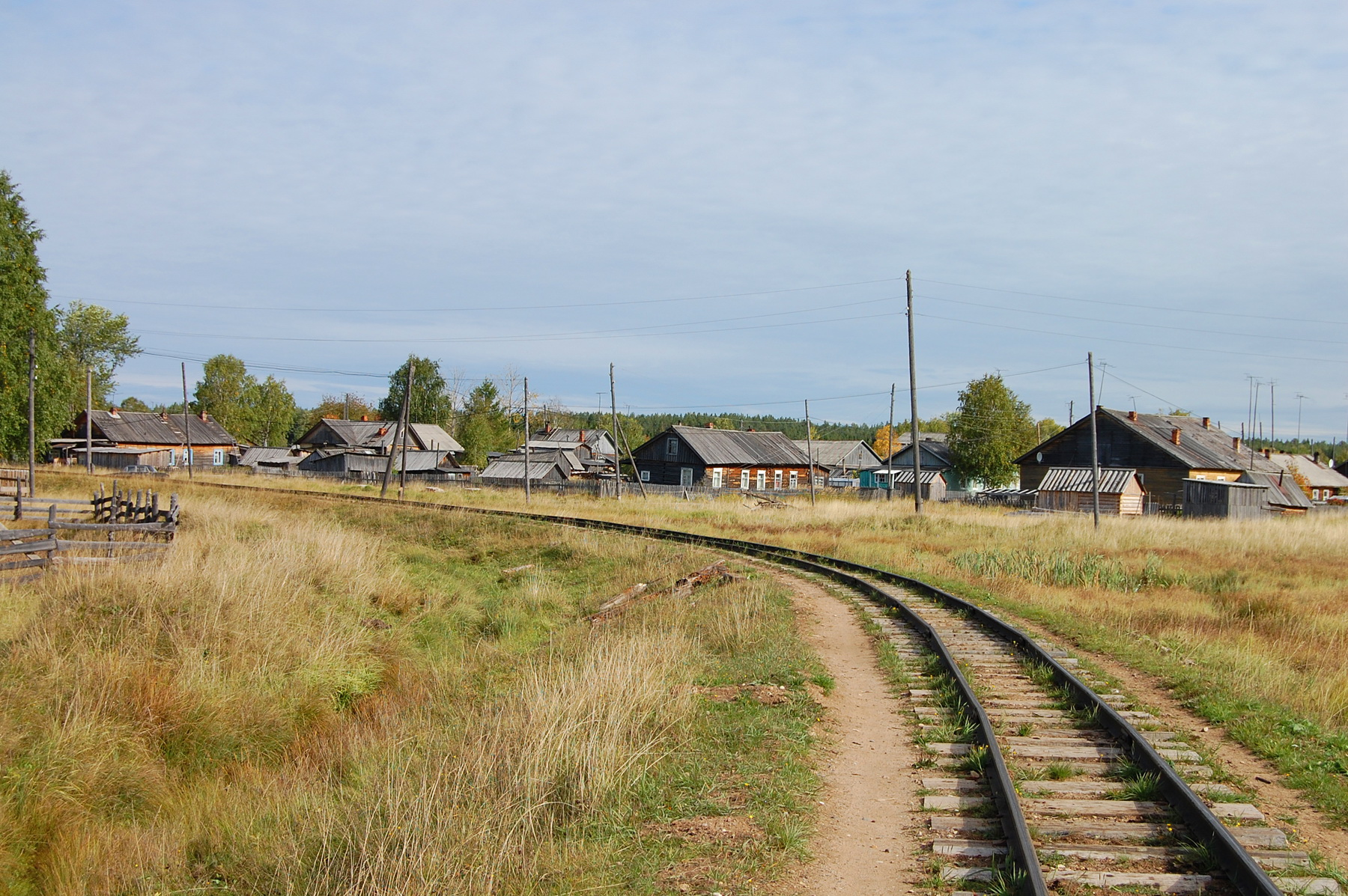
Путь в посёлок

Градообразующим является частное лесное предприятие. Зеленник — отправная точка Зеленниковской узкоколейной железной дороги. Посёлок строился одновременно с дорогой. Протяжённость магистрали узкоколейной железной дороги, по состоянию на 2005 год, составляет около 60 километров. Планируется её продление.  Ж/д пути разбирают за долги. (уже полностью разобрали) В поселке работы больше нет

## Транспорт
Из поселка нет сухопутного пути в районный или областной центр, все перевозки людей и грузов осуществляются речным транспортом, паромное сообщение также прекращено.

## Социальная сфера
В посёлке действуют: больница, (уже нет) средняя школа, детский сад, отделение связи, коммерческие магазины и аптечный пункт(уже нет). 1 сентября 2008 года в посёлке была открыта новая средняя школа, которая заменила собой старую, находившуюся в аварийном состоянии.